# 波皮夫齊 (克列梅涅茨區)
50°0′8″N 25°38′35″E / 50.00222°N 25.64306°E
波皮夫齊（烏克蘭語：Попівці），是烏克蘭的村落，位於該國西部捷爾諾波爾州，由克列梅涅茨區負責管轄，始建於1630年，面積1.82平方公里，2001年人口371，人口密度每平方公里203.9人。